# 陆兰秀
陆兰秀（1918年—1970年7月4日），曾任苏州市图书馆副馆长。与同期的遇罗克、张志新类似，她在文化大革命开始不久就对其正确性提出怀疑，她撰写了多篇文章，强烈反对文化大革命。最终因此而被判反革命罪而被执行枪决。

## 生平

### 1949年之前
陆兰秀1918年生于苏州。她的父亲陆殿扬是正中书局的高级编审。陆家在南京莫干路10号的一座花园洋房。陆兰秀从小就受到良好的教育，曾就读上海启明女校、杭州高级中学、武汉大学。1939年，她跟随因抗日战争内迁的武汉大学到了四川省乐山，尽管获得了奖学金，却因为肺结核而被迫休学，回到当时的四川省江津县白沙镇的家中休养。这时她家旁边有一家共产党员开设的书店，在与店长熟悉后不久，陆兰秀亲眼看着书店员工被国民政府的军队抓捕。陆兰秀为此独自一人坐船到重庆，将此事告知八路军办事处负责人董必武。在她打算告诉其他共产党员的时候被诱捕，后被家人救回。
陆兰秀回校后，由化学系转至经济学系，并自学德语打算研读原著《资本论》。她的行为引起中共地下党员的注意，于是在对方的发展下，陆兰秀在1940年加入中国共产党。后被特务认出其共党身份，又两次被追捕，但陆兰秀在失去与组织联系的情况下依然继续坚持。她拒绝父亲为她安排的工作，换了个假名在工厂里工作。
抗日战争结束后，陆兰秀在参与妇联的工作中认识到邓颖超。在下关车站接送反对内战的上海代表时，陆兰秀被特务打伤，邓颖超付钱给她治疗。陆兰秀装了一副假牙，将剩余的钱买了一个手表，这两样东西成了她的宝贝。
不久她和朱传钧结婚，并进入国防部、工兵署，将情报透露给共产党的军队。

### 1949年至文革前
南京被共产党政权控制后后，陆兰秀由刘伯承、邓小平署名介绍到北京工作，并应邀出席中华人民共和国开国大典。之后她被分配到中央煤炭工业部任财务科长、理论教员。1958年又调动到中国科学技术协会的科普图书馆出任副馆长。
这段时间因业务需要她又自学了俄语。并阅读了大量书籍。由于她曾经被民国政府的特务逮捕，中共并未有为她恢复党籍。

### 文革开始后
1966年，因丈夫朱传钧患肺结核和胃溃疡，陆兰秀申请调回苏州图书馆担任副馆长。不久文化大革命开始。1968年5月3日，她因自己的稿件过分批评共产党以及同情刘少奇等人而被被关押审查，并被定为现行反革命罪。1969年11月14日起陆兰秀绝食，期间写出总题为《学习毛泽东思想的几点体会》的8篇文章：《关于阶级和阶级斗争》、《关于无产阶级文化大革命》、《关于干部问题》、《关于什么是毛泽东思想的问题》、《关于消灭工农业差别的问题》、《关于外交政策和外贸关系问题》、《关于文化艺术和科学技术方面的问题》、《关于对现阶段文化大革命形势的认识》；后来又写了《再论阶级和阶级斗争》、《批孔融范仲淹——仿大批判专栏》、《毛主席<和柳亚子先生>诗读后》、《吊岳飞之死》、《战争论》、《含沙射影》、《如鱼得水》等文章；《多思》、《居中》、《人之初》等长篇理论文章。这些文章分析了当时的文化大革命情况。陆兰秀在这些文章中的观点是毛泽东发动此次革命是错误的，是历史的倒退。中共中央必须马上结束他对党的控制。
1970年7月4日苏州市召开公审大会。陆兰秀被判处死刑，立即执行。当天下午4时40分她被执行枪决，随后遗体被送往苏州医学院解剖。

## 身后
“文化大革命”结束后，被调到中共苏州市委工作的丁群在翻阅案卷时发现了这宗错案。丁群为此事奔走，终于1978年5月陆兰秀的案件得到初步平反。1982年4月2日，中共江苏省委、江苏省人民政府发文《关于追认陆兰秀同志为革命烈士的决定》。中共苏州市委为陆兰秀举行追悼大会，在苏州市横山烈士陵园建立“陆兰秀烈士墓碑”。
陆兰秀身后留下的7大卷 “罪证材料”，14万字的批判“文革”的论文、杂文和意见书，假牙，一块手表。她的文章由丁群整理。1993年7月，陆兰秀的传记《殷殷关山血》由江苏人民出版社出版。丁群编写的《陆兰秀狱中遗文》由于种种限制未能在中国国内出版，至2003年由美国新泽西州的成家出版社出版。
她曾经就读的浙江省杭州高级中学网站页面上有她的介绍。她生前工作过的苏州图书馆继任馆员也有到她的墓地拜祭她。

## 著作集
- 陆兰秀狱中遗文 陆兰秀著，丁群编 成家出版社 2003 ISBN 159356001X, 9781593560010
- 殷殷关山血: 当代女杰陆兰秀的一生 丁群 江苏人民出版社 1993 ISBN 7-214-01107-7